# Tachytrechus simulatus
Tachytrechus simulatus är en tvåvingeart som beskrevs av Greene 1922. Tachytrechus simulatus ingår i släktet Tachytrechus och familjen styltflugor. Inga underarter finns listade i Catalogue of Life.